# 羽川英樹の快速急行・神戸発!!
『羽川英樹の快速急行・神戸発!!』（はがわひできのかいそくきゅうこう・こうべはつ）は、2008年4月5日から2010年3月27日までラジオ関西で放送されていたワイド番組である。パーソナリティはフリーアナウンサーの羽川英樹。

## 概要
前番組『羽川英樹 のんびりサタデー』を、「鉄分」(鉄道ネタ)を「増量」することを目的の一つとしてリニューアルした形の番組であることが番組開始時に羽川自身から言及があった。よって番組の構成などはほぼそのままであるが、鉄道関係の話題が若干多くなっている。

## 放送時間
いずれも日本標準時。
- 土曜 8:00 - 10:00 （2008年4月5日 - 2009年3月28日）
- 土曜 8:00 - 09:50 （2009年4月4日 - 2010年3月27日） - ニッポン放送『トヨペットナイスミドル応援団』のネット開始によって10分縮小。

## タイムテーブル

### 8時台
- オープニング
- 今日の一曲 - このコーナー以外でも曲は多数流されていた。
- ラジオ関西ニュース・天気情報
- スリーヒント駅名クイズ・第1ヒント
- 朝刊飛ばし読み
- ラジオ関西交通情報
- スリーヒント駅名クイズ・第2ヒント
- レースガイド
- 羽川英樹のジャパンツアー

### 9時台
- ラジオ関西ニュース・天気情報
- ラジオ関西交通情報
- スリーヒント駅名クイズ・最終ヒント
- 鉄への道
- はぴねすくらぶラジオショッピング
- ラジオ関西交通情報
- はーさんのレジャー情報
- エンディング・駅名クイズ答え合わせ

## コーナー
スリーヒント駅名クイズ
日本国内にある鉄道路線の駅名を当てるクイズコーナー。番組中に3回ヒントが出されるので、それらを手がかりにして駅名を当てる。応募はメールまたはFAXを使って行う。
第1ヒントは8時10分頃、第2ヒントは8時40分頃、第3ヒントは9時10分頃に出された。第1ヒントは駅名を5つ列挙するのみで正解の駅に関するヒントは一切出されなかったが、それをヤマ勘で当てようと第1ヒントの時点で応募する者もいた。
第2ヒント出題前に、第1ヒントで正解した応募者全員の住所と名前が数の大小に関係なく読まれた。名前を「さん」付けで読まれるのは1番乗りの正解者のみであり、2人目以降の正解者は敬称略となっていた。
正解者の中から抽選で1名に番組オリジナルの文庫本ブックカバーが、2名に番組オリジナルステッカーがプレゼントされた。最終回では、文庫本カバーとステッカーが合わせて10名に、3枚で1セットのステッカーが10名に贈られた。
朝刊飛ばし読み
番組放送当日の朝刊各紙から気になる記事を紹介するコーナー。ジャンルは政治・経済・外交・スポーツ・芸能など様々で、ごく稀に鉄道関連のニュースを紹介することもあった。
ニュース項目の終了時には、稀に羽川が駄洒落を言うこともあった。
レースガイド
週末に近畿地区で開催される競艇と競輪の開催場所などをコーナー担当者が紹介。
羽川英樹のジャパーンツアー
羽川が日本各地の珍しいパンとそれを販売しているベーカリーを紹介し、商品を実食して感想を述べていたコーナー。このコーナーで紹介されたパンと店は、後日番組の公式ブログにも写真付きで紹介された。
鉄への道
羽川が鉄道について語るコーナー。トークのテーマを毎回変えて行っていた。リスナーから寄せられた鉄道関係のお便りを紹介することもあった。

## 羽川欠席時の対応
2008年6月28日放送分では、羽川が事前予告なしに番組を欠席し、代わって寺谷一紀がパーソナリティを務めた。これは、腹部大動脈瘤が見つかったことによる緊急入院・手術のための欠席であることが後に告げられ、その後も羽川の欠席と寺谷による代行が4回続いた。番組への復帰後、羽川は闘病時の様子を自らの口で語った。
2009年12月12日放送分においても、羽川が突然声が出なくなったことにより番組を欠席し、再び寺谷が代役を務めた。
なお、寺谷はその後も、同じくラジオ関西で放送の羽川の番組『羽川英樹の情報アサイチ!』に出演した。